# スライマーン・イブン・クタルミシュ
スライマーン・イブン・クタルムシュ（ペルシア語: سلیمان بن قتلمش、Süleyman Şah、 ? - 1086年6月4日）は、ルーム・セルジューク朝の始祖（在位：1077年 - 1086年6月4日）。

## 生涯
セルジューク朝の始祖であるトゥグリル・ベグの父・ミーカーイールの兄弟であるアルスラーン・イスラーイール・イブン・セルジュークの息子クタルミシュ・イブン・アルスラーン・イスラーイールが父である。1063年にトゥグリル・ベグが子孫を残さずに病死すると、後継者の地位を得るべくクタルミシュ・イブン・アルスラーン・イスラーイールは跡を継いだアルプ・アルスラーンと敵対するも殺害された。その際、スライマーンは連座で罪を問われなかったが、セルジューク家の王族とは認められなくなった。
アルプ・アルスラーンの跡を継いだマリク・シャーはアナトリア方面のトゥルクマーン統制のため、スライマーンを送り込んだ。スライマーンは1074年あるいは1075年に東ローマ帝国領であったニカエア（現在のイズニク）を占領した。その後は東方に進出してマリク・シャーと対立。1084年12月にはシリア北部のアンティオキアまで征服するなど、宗主のマリクを完全に無視した独立行動をとった。
だがシリアの征服はかえってマリクやその実弟でシリア・セルジューク朝を構成していたトゥトゥシュの怒りを招いた。1086年6月、アンティオキア東方にあるアレッポの支配権をめぐってスライマーンはトゥトゥシュと戦い、敗死した。
死後、息子のクルチ・アルスラーン1世はマリクに捕らえられてルーム・セルジューク朝は一旦断絶し、6年後のマリクの死去まで復権を待つことになった。